# Sons cardíacos

Frente do tórax, mostrando as relações de superfície com os ossos, pulmões (roxo), pleura (azul) e coração (contorno vermelho). Heart valves are labeled with "B", "T", "A", and "P".
Primeiro som cardíaco: causado pelas valvas atrioventriculares - Bicúspide/Mitral (B) e Tricúspide (T).
Segundo som cardíaco causado pelas valvas semilunares -- Aórtica (A) e Pulmonar (P).

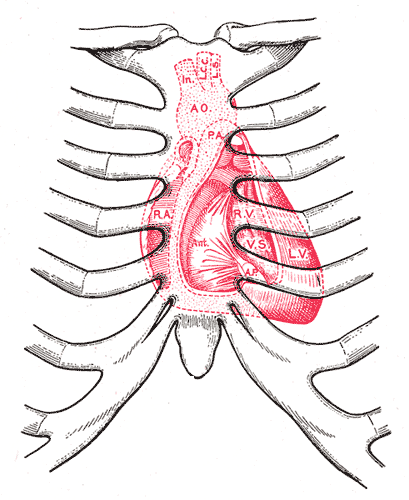
Diagrama mostrando as relações do coração com a parede torácica anterior. Ant. Segmento anterior da valva tricúspide. A O. Aorta. A.P. Músculo papilar anterior. In. Innominate artery. L.C.C. artéria carótida comum esquerda. L.S. Artéria subclávia esquerda. L.V. Ventrículo esquerdo. P.A. Artéria pulmonar. R.A. Átrio direito. R.V. Ventrículo direito. V.S. Septo ventricular.

Os sons cardíacos, ou bulhas, são as vozes acústicas (som) geradas pelo impacto do sangue em diversas estruturas cardíacas e nos grandes vasos. As vibrações são depois propagadas às paredes do torax e podem ser auscultadas através de um estetoscópio, permitindo a obtenção de um conjunto de informações importantes sobre a condição do coração.
Em adultos saudáveis, existem geralmente dois sons do coração normais que ocorrem em sequência com cada batida do coração. Eles são a primeira bulha cardíaca ou primeiro som cardíaco (B1 ou S1) e a segunda bulha cardíaca ou segundo som cardíaco (B2 ou S2), produzidos pelo fechamento das valvas atrioventriculares e valvas semilunares respectivamente. Além destes sons normais, mais dois sons podem estar presentes (comummente referidos de extra-sons), incluindo os terceira bulha cardíaca ou terceiro som cardíaco (B3 ou S3) e quarta bulha cardíaca ou quarto som cardíaco (B4 ou S4), os quais podem ser normais em algumas circunstâncias.
Os sopros cardíacos são gerados por um fluxo turbulento do sangue, que pode ocorrer dentro ou fora do coração. Os sopros podem ser fisiológicos (benignos) ou patológicos (anormais). Os sopros anormais podem ser causados por uma estenose que restringe a abertura de uma valva cardíaca, causando turbulência ao fluxo sanguíneo que passa por ali.  A insuficiência da valva (ou regurgitação) permite o fluxo inverso do sangue quando a valva incompetente deveria estar fechada. Diferentes sopros são audíveis em diferentes partes do ciclo cardíaco, dependendo da causa do sopro.
Podem ainda ouvir-se outras manifestações acústicas como atrito pericárdico, estalidos e cliques.

## Sons cardíacos normais (biofísica da ausculta cardíaca)

### Primeira bulha ou som cardíacos B1/S1
O primeiro som cardíaco, ou B1/S1, é causado por um bloqueio súbito do fluxo reverso do sangue devido ao fechamento das valvas atrioventriculares, valva mitral e valva tricúspide, no início da contração ventricular, ou sístole. Quando a pressão dos ventrículos se torna maior que a pressão nos átrios, o sangue que entrou nos  ventrículos é empurrado em direção aos átrios , atingindo o folhetos das valvas, desta forma fechando as valvas e prevenindo a regurgitação do sangue dos ventrículos de volta aos átrios. O som B1 resulta da reverberação do sangue associada com o súbito bloqueio do fluxo reverso pelas valvas.
Desdobramento da primeira bulha ou primeiro som cardíaco
Eventualmente pode-se encontrar em cerca 50% dos indivíduos saudáveis ou em casos patológicos como o bloqueio do ramo direito do feixe de His, estenose tricúspide e anomalia de Ebstein, um desdobramento da primeira bulha cardíaca. Isso faz com que o som auscultado soe como um "trum tá" em vez do clássico "tum tá". Esse fato geralmente ocorre devido a um fechamento retardado da valva tricúspide em relação a valva mitral.

### Segunda bulha ou som cardíacos B2/S2(componentes A2e P2)
O segundo som cardíaco, ou B2/S2, é causado pelo bloqueio súbito do fluxo reverso do sangue devido ao fechamento da valva aórtica e valva pulmonar no final da sístole ventricular, ou seja, início da diástole ventricular. Como o ventrículo esquerdo se torna vazio, sua pressão se torna menor que a pressão da aorta, então o fluxo sanguíneo na aorta rapidamente muda de direção e se direciona para o ventrículo esquerdo, atingindo os folhetos da valva aórtica, o que provoca o fechamento da valva aórtica. Da mesma maneira, a pressão no interior do ventrículo direito se torna menor que a pressão na artéria pulmonar, fazendo com que a valva pulmonar se feche. O som B2 resulta da reverberação do sangue associada com o súbito bloqueio do fluxo reverso pelas valvas.

#### Desdobramento da segunda bulha ou som cardíacos
Durante a inspiração, a pressão intratorácica negativa causa um retorno sanguíneo aumentado no lado direito do coração, e, no entanto, uma lentidão no esvaziamento do lado esquerdo. O volume sanguíneo aumentado no ventrículo direito faz com que a valva pulmonar se mantenha aberta por mais tempo durante a sístole ventricular. Isso causa um atraso maior no componente P2 da B2 em relação ao componente A2. Durante a expiração, a pressão intratorácica positiva causa um retorno sanguíneo diminuído no lado direito do coração. O volume reduzido no ventrículo direito permite que a valva pulmonar se feche mais cedo no final da sístole ventricular, fazendo com que o P2 ocorre mais cedo, e mais "próximo" ao A2. É fisiológico se escutar o "desdobramento" da segunda bulha cardíaca em pessoas jovens, durante a inspiração, no segundo e terceiro espaços intercostais esquerdos, perto da margem do esterno. Durante a expiração, o intervalo entre os dois componentes normalmente diminui e os dois componentes da B2 se tornam unidos.

## Sons cardíacos acessórios
Os raros sons cardíacos acessórios são escutados tanto em situações normais quanto anormais.

### Terceira bulha ou som cardíacos B3/S3
Raramente pode existir um terceiro som cardíaco B3. A terceira bulha cardíaca ou som protodiastólico não é de origem valvular, ocorrem no início da diástole logo após a B,. Este som ocorre quando o ventrículo esquerdo não está totalmente complacente, e até o início da diástole, o fluxo de sangue dentro do ventrículo esquerdo causa vibrações das valvas e das cordas tendíneas.
O terceiro som cardíaco é normal em crianças e adultos jovens, mas desaparece antes da meia idade. A reemergência anormal desse som indica um estado patológico, podendo ser um sinal de falência do ventrículo esquerdo como na insuficiência cardíaca esquerda.

### Quarta bulha ou som cardíacos B4/S4
O quarto e raro som cardíaco B4 é algumas vezes audível em crianças saudáveis, mas quando audíveis em adultos ele é chamado de galope présistólico. Este galope é um sinal de um estado patológico, geralmente uma falha no ventrículo esquerdo. Este som ocorre logo após a contração atrial. A presença combinada de S3 e S4 é chamada de galope quádruplo. Em frequências cardíacas elevadas, B3 e B4 podem se combinar para produzir um assim chamado galope de soma.
| Graduações dos sopros | |
| Grau                  | Descrição |
| Grau 1                | Muito silencioso, somente audível com o examinador concentrado. Pode não ser escutado em todas as posições.  |
| Grau 2                | Silencioso, mas audível assim que o estetoscópio for encostado no peito.                                     |
| Grau 3                | Moderamente intenso.                                                                                         |
| Grau 4                | Intenso, com frêmito palpável.                                                                               |
| Grau 5                | Muito intenso, com frêmito. Pode ser audível quando o estetoscópios estiver parcialmente encostado no peito. |
| Grau 6                | Muito intenso, com frêmito. Pode ser escutado com o estetoscópio completamente fora do tórax.                |

## Ausculta das Bulhas ou Sons
A abertura e o fechamento das valvas é geralmente menos audível que o som do sangue empurrando a valva e colidindo com a barreira subsequente. Por causa disso, a ausculta para determinar a função da valva geralmente não é feita na posição da valva, mas mais abaixo, onde o auscultador pode ouvir melhor o sangue colidindo depois que a valva é fechada.
- Valva pulmonar (para o tronco pulmonar): segundo espaço intercostal (esquerdo), justo ao esterno[1]
- Valva aórtica (para a aorta): segundo espaço intercostal (direito), justo ao esterno[1]
- Valva mitral (para o ventrículo esquerdo): quinto espaço intercostal (esquerdo) (linha médioclavicular)
- Valva tricúspide (para o ventrículo direito): quarto espaço intercostal (esquerdo) (linha paraesternal)